# 所罗门群岛历史
所罗门群岛的历史可以追溯至3万年前，当时被来自新几内亚的美拉尼西亚人占据。从16世纪中叶开始被欧洲人殖民。1976年实行自治。1978年7月7日获得独立。

## 殖民时期

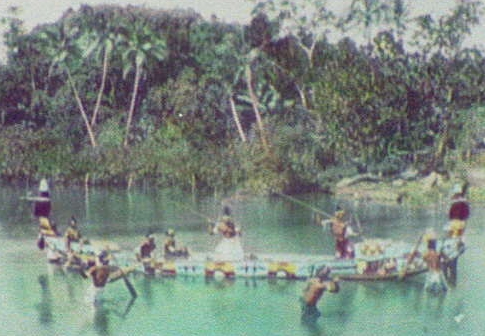
1895年，所羅門島勇士在獨木舟戰爭

1568年，西班牙航海家佩德罗·萨米恩托和门达尼亚·德内拉抵达该群岛，其中在瓜达尔卡纳尔岛上发现大量金银珠宝，他们认为找到圣经所载的所罗门王宝藏，于是将该群岛命名为「所罗门群岛」。
1574年，门达尼亚·德内拉获得了对所罗门群岛的殖民权，但是当他试图在1595年在该群岛设立殖民据点时遭到了失败并损失了一艘船。自此之后的一段时间内，各国舰队先后抵达该群岛，但是不友善的当地人使得来访者纷纷放弃了控制该群岛的想法。
1885年，德国占领了所罗门群岛的北部；1893年，英国占领了所罗门群岛南部餘下的島嶼，並把首府设在图拉吉岛。1900年，英德双方达成协议，英国放弃在萨摩亚的权利，以换取除布干维尔岛之外的全部所罗门群岛，是為今日所罗门群岛的版圖全部。

### 二次大战

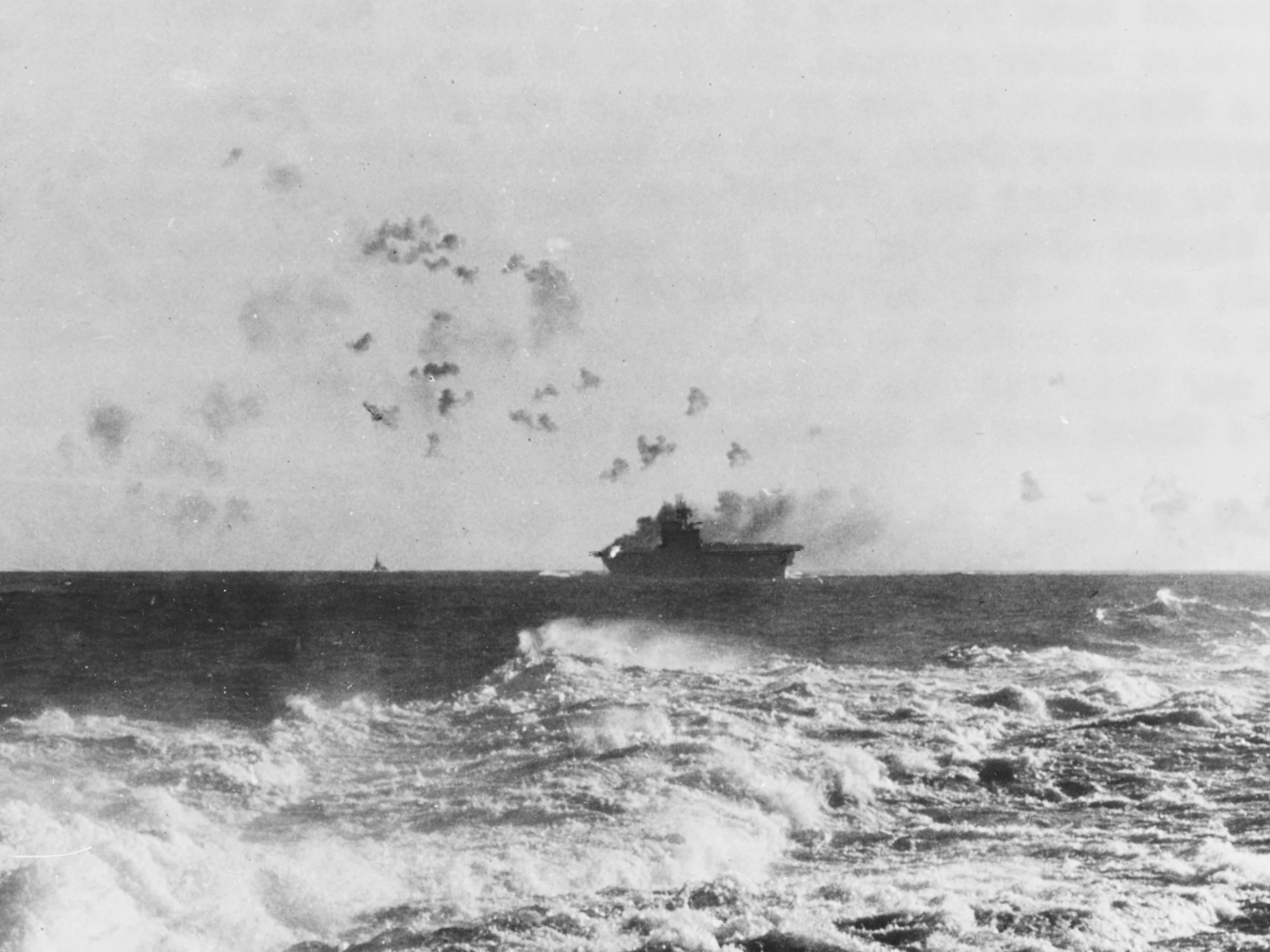
航空母艦企業號在東所羅門海戰中遭受空中攻擊。

二战中，日本军队于1942年1月攻占所罗门群岛，试图以此为基地向南进攻澳大利亚。8月，美国军队在瓜达尔卡纳尔登陆，两军进行了一场也许是二战中最惨烈的瓜達爾卡納爾島戰役。1943年，日军战败，高级将领山本五十六在指挥撤退时，其座机被击落于瓜岛上空而毙命（海軍甲事件）。经过三年的艰苦战争，日军最终于1945年全部撤出所罗门群岛。
战后，由于群岛经济几乎全部被摧毁，重建工作又极为缓慢，所罗门群岛的局势始终动荡。由于图拉吉岛遭到了不可挽回的破坏，英国被迫将群岛首府转移至霍尼亚拉。此后，英国在该群岛实行渐进式的改革，逐步给于当地民众权力，方才能够控制局势。

## 独立之后

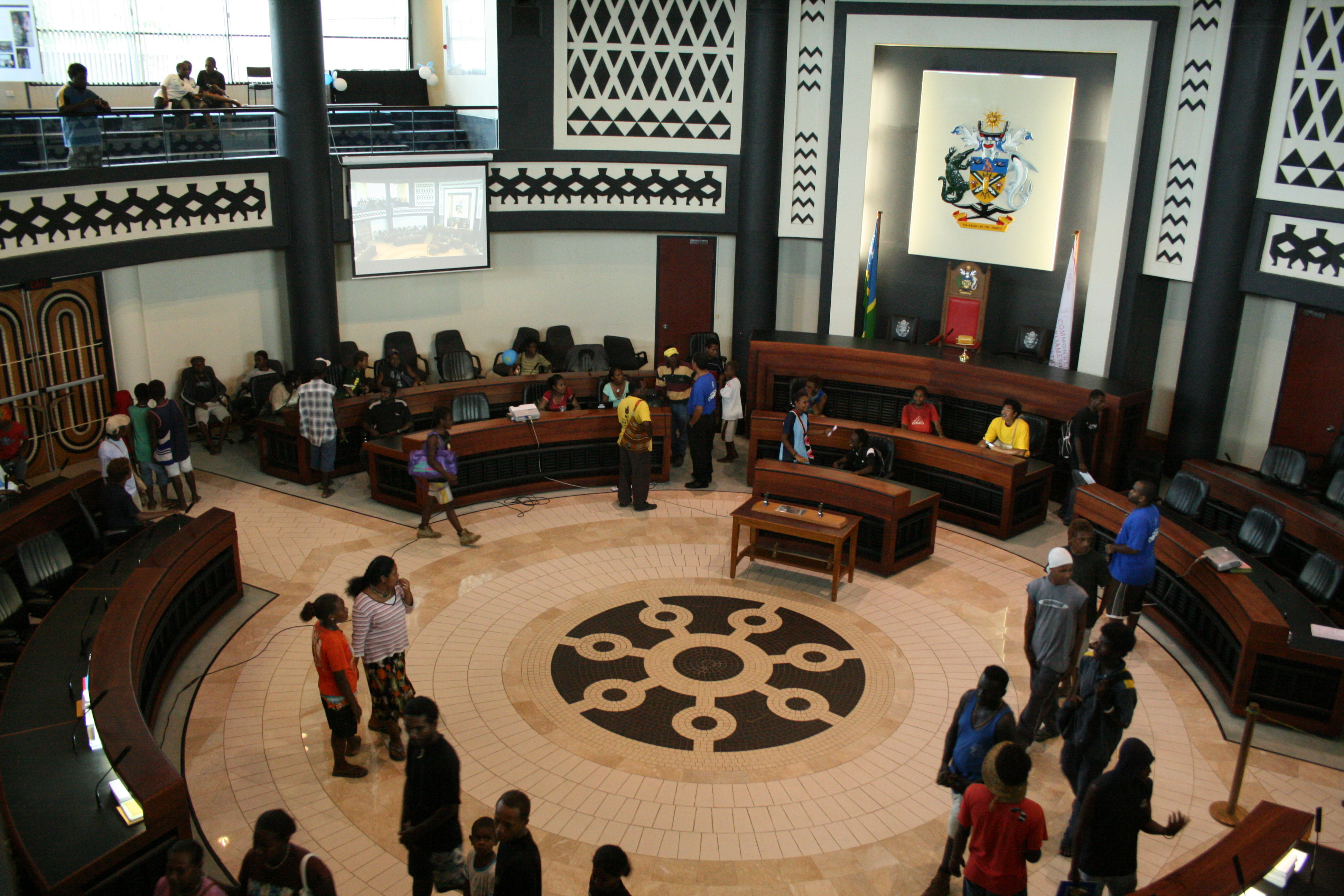
所罗门群岛議會

1978年7月7日，所罗门群岛宣布在英联邦内独立，以英王为国家元首。由于国家贫困，所罗门群岛政府必须仰仗澳大利亚和新西兰的援助方能收支平衡。
1999年，群岛主岛瓜达尔卡纳尔岛土著居民同马莱塔岛的移民间发生内战，双方于当年6月28日达成停火协议。但是2000年6月，双方再次爆发冲突。总理巴托洛缪·乌卢法阿卢无法控制局势，被迫辞职。此后该国再次陷入动乱之中。
2003年，由澳大利亚、新西兰、斐济和巴布亚新几内亚四国军队组成的地区维持和平部队进驻所罗门群岛，经过一段时间，维持和平部队平定了各地方军阀，使该国重新平静。
2006年4月15日，所罗门群岛举行议会选举，新一届议会推选前副总理斯奈德·里尼出任政府总理。但是反对派认为选举舞弊，部分原住民亦指责斯奈德·里尼利用台北和北京方面的资金贿赂议员以收买选票。中华民国政府和中华人民共和国政府均否认此事。
4月18日，数百名示威者在首都霍尼亚拉的议会大厦、总理府和市中心商业区等地举行抗议活动并引发骚乱，街面出现多起打砸抢事件，多数华人店铺均被焚毁，华裔侨民亦遭受严重暴力袭击。 4月20日，里尼秘密宣誓就职。同日，澳大利亚派遣180名军人和联邦警察前往所罗门群岛以帮助维持治安。 4月22至24日，北京政府先后派遣四架次包机至所罗门群岛，将312名在骚乱中被困的中国侨民撤离至巴布亞紐幾內亞的首都莫尔斯比港，并转送回中國。 4月26日，总理里尼在议会大厦宣布辞职。5月4日，所罗门群岛议会选举梅纳西·索加瓦雷为新政府总理。
2007年12月13日，所罗门群岛议会以25票对22票通过对总理梅纳西·索格瓦雷的不信任案。索格瓦雷成为这个南太平洋岛国自1978年独立以来第一个因议会不信任投票下台的总理。 
在当天的议会会议上，一名索格瓦雷内阁前部长以总理严重损害所罗门群岛外交关系为由，对索格瓦雷提出不信任动议，并获得通过。所罗门群岛议会12月20日选举德里克·西库阿担任这个南太平洋岛国的总理，接替因议会不信任投票下台的梅纳西·索格瓦雷。支持西库阿的党派当天获得了议会47张选票中的32张赞成票。西库阿时年48岁，哲学博士，曾担任教育与人力资源开发部长。